# Toter Punkt (Entwicklung)
Als Toten Punkt bezeichnet man in der Soziologie, Organisationstheorie und Psychologie den Augenblick in einem Prozess, wenn dessen Dynamik zum Stillstand kommt und entweder in eine Wiederholung des Immergleichen, in die Beendigung des Prozesses oder günstigenfalls in eine neue Dynamik mündet. Die Metapher ist vergleichbar dem Totpunkt in der Mechanik, wenn es eines zusätzlichen Impulses bedarf, damit ein System wieder in Bewegung kommt.
Vor allem in der Spieltheorie und der Informatik wird statt dem deutschen Ausdruck der Anglizismus deadlock bevorzugt. Ähnlich spricht man beim Schach von Patt, wenn der Spielausgang unentschieden ist, weil kein Spieler mehr einen gültigen Zug machen kann, und von toter Stellung, wenn kein möglicher Zug mehr zum Erfolg führt.

## Soziologie
Organisationen können an einen toten Punkt dadurch gelangen, dass sie zwar weiterhin existieren und machen, was sie bisher immer gemacht haben, dadurch aber die Stagnation nicht überwinden, sondern im Gegenteil verstärken. Der tote Punkt ist in diesem Fall kein Stillstand, sondern eine Bewegung, die sich totläuft, weil die Organisation aus einem Kreis des immer Gleichen nicht herausfindet. Nicht nur ganze Organisationen können an einen toten Punkt geraten, sondern auch begrenzte strategische Vorhaben.
Innerhalb einer soziologischen Analyse gesellschaftlicher Entwicklungen wird vor allem in marxistischer Tradition von der Hypothese ausgegangen, dass eine bestimmte gesellschaftliche Entwicklung notwendig zu einem dialektischen Umschlag führen müsse. Wenn der in der Theorie erwartete Umschlagpunkt aber nicht erreicht wird, so wird davon ausgegangen, dass die gesellschaftliche Entwicklung an einem toten Punkt angekommen sei, wenn „ein solcher Umbruch zwar ansteht, aber nicht eintritt“.
In wissenschaftlichen Diskursen kann der "Tote Punkt" die Situation beschreiben, wenn in einer Frage kontroverse Argumente hinreichend ausgetauscht wurden, ohne dass die wissenschaftliche Community zu einer einheitlichen Auffassung gekommen ist.

## Politik
In einer Entscheidung hat der Internationale Gerichtshof definiert, dass ein toter Punkt bei Verhandlungen zur Konfliktlösung dann erreicht sei, wenn eine der beiden Parteien definitiv nicht wolle, nicht könne oder anderweitig klar sei, dass weitere Verhandlungen nicht zum Ziel führten.
Der US-amerikanische Sozialpsychologe und Konfliktforscher Morton Deutsch (1920–2017) hat einige zentrale Aspekte herausgearbeitet, welche eine produktive Konfliktlösung mit den Prozessen des kreativen Denkens gemeinsam haben. Darunter ist der Weg, nicht direkt das Problem lösen zu wollen, sondern neue Bedingungen zu schaffen, die eine Umformung des Problems ermöglichen, wenn ein toter Punkt erreicht worden ist. Entscheidend ist hier, den Prozess nicht isoliert, sondern in seinem Zusammenhang und seiner Umgebung zu betrachten.

## Psychologie
In der Familientherapie oder der Entwicklung von Lernenden Netzwerken und Organisationen ist es wichtig, die Situation zu identifizieren, in der die Beziehungen an einen toten Punkt gekommen sind. Der Psychologe Raimund Schwendner bedient sich einer Analogie aus der Physik, die beschreibt, warum aus einem Stillstand heraus mehr Energie notwendig ist, um neue Bewegung zu schaffen, als aus einer linearen Bewegung. Er empfiehlt daher kleine, mögliche Bewegungen mit den Parteien zu vereinbaren und zu versuchen, diese kleinen und vielleicht indirekten Schritte statt direkte und umfassende Lösungen anzustreben.

## Spiritualität
In der christlichen Spiritualität bezeichnet der tote Punkt den Augenblick, wenn der Mensch in seinem Bemühen, Dinge selbst zu tun, im Gegenüber Gottes kapituliert und sich der Kraft Gottes überlässt, um einen Ausweg aus der verfahrenen Situation zu finden. Für den Theologen Alfred Delp, der für seine Beteiligung am Widerstand im Kreisauer Kreis gegen das NS-Regime hingerichtet wurde, verbindet sich die spirituelle Erfahrung mit einer davon geprägten Zeit- und Kirchenanalyse. Seiner Spiritualität einer Transformation liegt die Behauptung zugrunde, dass in christlicher Perspektive und angesichts des Kreuzes alle "Vorstellungen, Wünsche und Bestrebungen des Menschen, die nicht zur Wirklichkeit passen, aber auch seine Selbstüberschätzung, alles verändern, besitzen oder kontrollieren zu können" sterben müssten. Der Münchner Erzbischof Reinhard Marx hat in einem veröffentlichten Schreiben mit seinem Rücktrittsgesuch an Papst Franziskus von Delp das Stichwort vom Toten Punkt übernommen, ohne aber den spirituellen Zusammenhang aufzunehmen.
Auch dem Zwölf-Schritte-Programm der Anonymen Alkoholiker liegt die Erfahrung zugrunde, dass der Suchtkranke mit allen eigenen Bemühungen, die Sucht zu verharmlosen oder zu besiegen, am toten Punkt angekommen ist, an dem er gegenüber dem Alkohol und analog anderen suchterzeugenden Substanzen oder Verhaltensweisen machtlos ist und das Leben nicht mehr allein bewältigen kann.